# Taekwondo nos Jogos Pan-Americanos de 2019 - Poomsae por duplas mistas
A competição do poomsae duplas mistas do taekwondo nos Jogos Pan-Americanos de 2019 ocorreu no dia 28 de julho, no Polideportivo Villa El Salvador em Callao, Lima.

## Medalhistas
| Ouro   | MEX Leonardo Juárez e Ana Ibáñez |
| Prata  | CAN Jinsu Ha e Michelle Lee      |
| Bronze | PER Renzo Saux e Ariana Vera     |

## Resultados
| Posição           | Atletas                       | Nação              | Rodada 1 | Rodada 2 | Total |
| ----------------- | ----------------------------- | ------------------ | -------- | -------- | ----- |
| Medalha de ouro   | Leonardo Juarez Ana Ibanez    | MEX México         | 7.36     | 7.52     | 7.440 |
| Medalha de prata  | Jinsu Ha Michelle Lee         | CAN Canadá         | 7.34     | 7.54     | 7.440 |
| Medalha de bronze | Renzo Saux Ariana Vera        | PER Peru           | 6.76     | 7.26     | 7.010 |
| 4                 | Ethan Sun Sae-Jin Yi          | USA Estados Unidos | 6.70     | 7.14     | 6.920 |
| 5                 | Hector Morales Maria Higueros | GUA Guatemala      | 6.46     | 6.74     | 6.660 |
| 6                 | Miguel Rivera Fabiola Ruiz    | PUR Porto Rico     | 6.06     | 6.66     | 6.360 |

- Mexico venceu o desempate